# Voleibol en los Juegos Bolivarianos
La disciplina de voleibol se da inicio en los Juegos Bolivarianos en la II edición realizada en Lima en 1947.

## Torneo Masculino de Voleibol

### Ediciones
| Edición                | País sede | Oro       | Plata       | Bronce      |
| ---------------------- | --------- | --------- | ----------- | ----------- |
| Bogotá 1938            | Colombia  | Venezuela | Desconocido | No hubo     |
| Quito y Guayaquil 1965 | Ecuador   | Venezuela | Desconocido | No hubo     |
| Panamá 1973            | Panamá    | Venezuela | Colombia    | No hubo     |
| La Paz 1977            | Bolivia   | Venezuela | Desconocido | No hubo     |
| Cuenca 1985            | Ecuador   | Colombia  | Venezuela   | Desconocido |
| Cochabamba 1993        | Bolivia   | Venezuela | Perú        | Desconocido |
| Ambato 2001            | Ecuador   | Venezuela | Colombia    | Ecuador     |
| Pereira 2005           | Colombia  | Venezuela | Colombia    | Bolivia     |
| Sucre 2009             | Bolivia   | Venezuela | Perú        | Bolivia     |
| Trujillo 2013          | Perú      | Chile     | Venezuela   | Colombia    |
| Santa Marta 2017       | Colombia  | Venezuela | Chile       | Colombia    |
| Valledupar 2022        | Colombia  | Colombia  | Chile       | Perú        |
| Lima y Ayacucho 2025   | Perú      | {{}}      | {{}}        | {{}}        |

### Medallero Histórico
- Actualizado hasta Juegos Bolivarianos de 2022.

| # | País      | Medalla de oro | Medalla de plata | Medalla de bronce | Total |
| - | --------- | -------------- | ---------------- | ----------------- | ----- |
| 1 | Venezuela | 9              | 2                | 0                 | 11    |
| 2 | Colombia  | 2              | 3                | 2                 | 7     |
| 3 | Chile     | 1              | 2                | 0                 | 3     |
| 4 | Perú      | 0              | 2                | 1                 | 3     |
| 5 | Bolivia   | 0              | 0                | 2                 | 2     |
| 6 | Ecuador   | 0              | 0                | 1                 | 1     |
|   | Total     | 12             | 9                | 6                 | 27    |

## Torneo Femenino de Voleibol

### Ediciones
| Edición                      | País sede | Oro                  | Plata                | Bronce      |
| ---------------------------- | --------- | -------------------- | -------------------- | ----------- |
| Quito y Guayaquil 1965       | Ecuador   | Perú                 | Desconocido          | No hubo     |
| Panamá 1973                  | Panamá    | Perú                 | Bolivia              | No hubo     |
| La Paz 1977                  | Bolivia   | Perú                 | Desconocido          | No hubo     |
| Barquisimeto 1981            | Venezuela | Perú                 | Venezuela            | No hubo     |
| Cuenca 1985                  | Ecuador   | Perú                 | Colombia             | Desconocido |
| Santa Cruz y Cochabamba 1993 | Bolivia   | Perú                 | Desconocido          | Desconocido |
| Arequipa 1997                | Perú      | Perú                 | Desconocido          | Desconocido |
| Pereira 2005                 | Colombia  | Perú                 | Venezuela            | Colombia    |
| Sucre 2009                   | Bolivia   | Perú                 | Venezuela            | Bolivia     |
| Trujillo 2013                | Perú      | Perú                 | Venezuela            | Colombia    |
| Santa Marta 2017             | Colombia  | República Dominicana | Perú                 | Colombia    |
| Valledupar 2022              | Colombia  | Colombia             | República Dominicana | Perú        |
| Lima y Ayacucho 2025         | Perú      | {{}}                 | {{}}                 | {{}}        |

### Medallero Histórico
- Actualizado hasta Juegos Bolivarianos de 2022.

| # | País                 | Medalla de oro | Medalla de plata | Medalla de bronce | Total |
| - | -------------------- | -------------- | ---------------- | ----------------- | ----- |
| 1 | Perú                 | 10             | 1                | 1                 | 12    |
| 2 | Colombia             | 1              | 1                | 3                 | 5     |
| 3 | República Dominicana | 1              | 1                | 0                 | 2     |
| 4 | Venezuela            | 0              | 4                | 0                 | 4     |
| 5 | Bolivia              | 0              | 1                | 1                 | 2     |
|   | Total                | 12             | 8                | 5                 | 25    |